# Distrito de Kitatsugaru
El distrito de Kitatsugaru (北津軽郡 Kitatsugaru-gun?) es un distrito localizado en la prefectura de Aomori, Japón. En junio de 2019 tenía una población de 35.875 habitantes y una densidad de población de 118 personas por km². Su área total es de 304,65 km².

## Localidades
- Itayanagi
- Nakadomari
- Tsuruta